# Marathon (Griechenland)

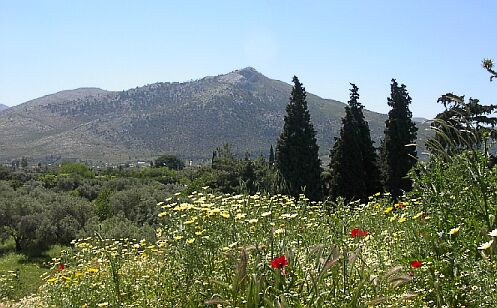
Die Ebene von Marathon

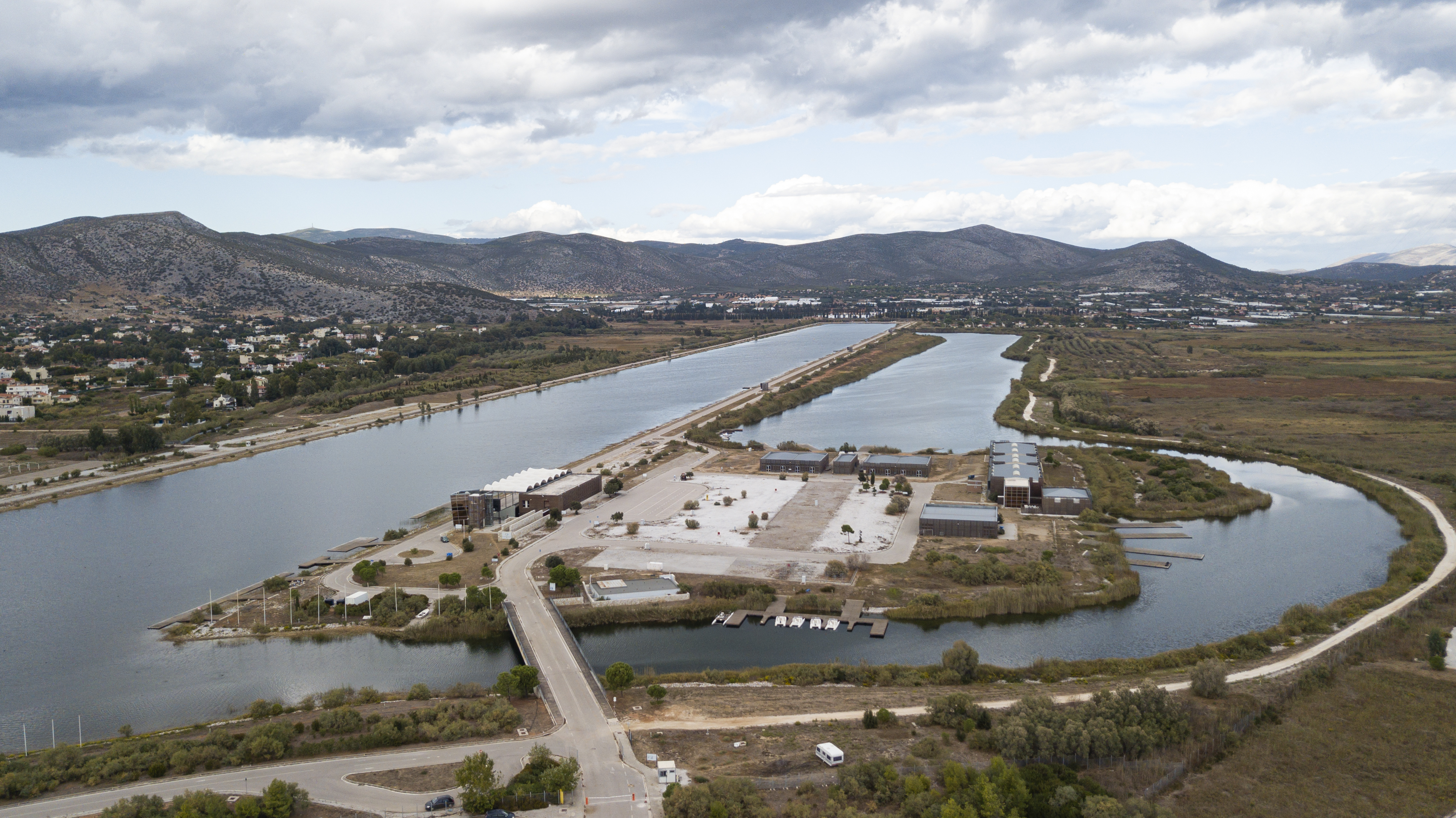
Das Olympic Rowing and Canoeing Centre im Stadtteil Schinias

Marathon (griechisch Μαραθώνας Marathonas (m. sg.), Katharevousa und altgriechisch Μαραθών, übersetzt Fenchel-Feld) ist eine Gemeinde in Griechenland nordöstlich von Athen an der Ostküste des alten Attika.

## Gemeinde
Die heutige Gemeinde wurde bei der Verwaltungsreform 2010 durch Vereinigung der größeren Nachbargemeinde Nea Makri und der kleinen Landgemeinden Grammatiko und Varnavas mit Marathon gebildet.

## Umgebung
In der Nähe von Marathon fand 490 v. Chr. die Schlacht bei Marathon zwischen Persern und Athenern statt, aus der die Athener unter dem Feldherrn Miltiades siegreich hervorgingen. Bis heute sind drei Grabhügel zu sehen: erstens ein Grabhügel, in dem die 192 in der Schlacht bei Marathon gefallenen Athener bestattet worden sein sollen, zweitens ein Grabhügel, der wahrscheinlich für die Platäer angelegt wurde, die in der Schlacht auf der Seite der Athener kämpften, und drittens das aus dem 13. Jahrhundert v. Chr. stammende mykenische Tholosgrab von Marathon. Neben diesem dritten Grabhügel steht ein Museum, das archäologische Funde aus der Umgebung von Marathon beherbergt, vor allem Skulpturen aus einer Villa des Herodes Atticus, der aus dieser Gegend stammte.
In der Bucht von Marathon wurde 1925 die antike Bronzestatue des Jünglings von Marathon gefunden.
In der Nähe der Stadt befindet sich der für die Wasserversorgung Athens wichtige Marathon-Stausee.
Südwestlich von Marathon befindet sich der Militärflugplatz Marathon Kotroni (, ICAO: LGKN) der Griechischen Marine, die hier ihre Helikopter stationiert hat. Neben der Marinehubschrauberschule sind hier zwei Einsatzstaffeln stationiert. Die beiden asphaltierten  Start- und Landebahnen sind 307 m (Ausrichtung: 03/21) und 590 m (Ausrichtung: 12/30) lang. Der Militärflugplatz liegt auf einer Höhe von 208 m (682 ft) über dem Meeresspiegel.
Am 14. August 2005 stürzte eine Boeing 737-300 an einem Hügel ab. Einige Kirchen und Kapellen erinnern daran (Helios-Airways-Flug 522).

## Marathonlauf
Um die Schlacht bei Marathon rankt sich die Legende des Boten Pheidippides. In der verbreitetsten Version der Geschichte soll Pheidippides die Kunde des Sieges vom Schlachtfeld in das ungefähr 40 km entfernte Athen gebracht und nach Überbringung der Nachricht auf dem Areopag an Erschöpfung gestorben sein. Diese Entfernung dürfte allerdings für einen geübten Läufer keine Schwierigkeit dargestellt haben, und da sich diese Legende erst bei Plutarch, der ca. 600 Jahre nach der Schlacht lebte, findet, muss sie für Erfindung bzw. attische Propaganda gehalten werden. Diese Erzählung bildet die Grundlage des modernen Marathonlaufs, der erstmals anlässlich der ersten Olympischen Spiele der Neuzeit – damals auf einer etwa 38 km langen Strecke – 1896 in Athen ausgetragen wurde. Seit 1982 gibt es den Athen-Marathon, der auf dieser Strecke stattfindet und sein Ziel im Athener Olympiastadion von 1896 hat.
Obwohl der Marathonläufer bei den meisten Historikern heute als spätere Erfindung gewertet wird, gibt es immer noch Stimmen, die an die historische Wahrheit des Läufers glauben. Th. B. Yannakis macht als Verfechter der Wahrheit des Läufers auf folgende Punkte aufmerksam: von Philostratos wissen wir, dass es überall in Griechenland staatliche Läufer gab und Heere stets Boten beschäftigten, um Kontakt mit der Außenwelt zu halten. Dagegen tragen die Gegner dieser Sichtweise vor, dass Herodot, dessen Marathonschlachtbeschreibung uns als einzige vollständig erhalten ist, nichts über den Läufer verlauten ließ, obwohl er nur wenige Jahrzehnte nach der Schlacht sein Werk verfasste. Im Gegenteil, Herodot nennt einen anderen Pheidippides, der die Strecke von Athen nach Sparta in zwei Tagen zurückgelegt haben soll (siehe Spartathlon). Dass ein Läufer diese Strecke von rund 245 km in zwei Tagen zurücklegt, während ein anderer nach der relativ kurzen Strecke zwischen Marathon und Athen dort zusammenbricht, ist unglaubwürdig und macht – zusammen mit der Tatsache, dass Herodot sonst alles, was ihm über die Taten der Athener bekannt war, in sein Werk aufnahm – die Geschichte unglaubwürdig. Die frühesten antiken Historiker, die den Marathonläufer nennen, sind Plutarch und Lukian, die beide über 500 Jahre später darüber berichten. Ein weiterer Hinweis auf eine spätere Erfindung des Läufers ist, dass mehrere Namen, aber jeweils ohne Patronymikon und Demotikon überliefert sind.
Laut manchen Quellen soll dieser Bote die angegebene Strecke mit angelegter Rüstung, so schnell wie möglich und unter der heißen Sonne Griechenlands gelaufen sein, falls er zu dieser Zeit nicht in guter Form war, erscheint es aber immerhin plausibel, dass er am Ende tot zusammengebrochen sei. Natürlich vorausgesetzt, dieser Mann hätte tatsächlich existiert.
Der Lauf kann ebenso als spätere Erfindung der Kaiserzeit gehalten werden und gehört als Legende wahrscheinlich in den Kontext des athenischen Ephebencurriculums – z. B. als Begründung für den Waffenlauf der Epheben.

### Allgemein
- M.-C Amouretti, F. Ruze: Le Monde grec antique, Hachette-Université, 1978
- P. Lévèque: L'aventure grecque, Armand Colin, 1964
- Edouard Will: Le Monde grec et l'Orient, tome I : le V siècle, collection « Peuples et Civilisations », Presses universitaires de France, 1980
- E. Glatre: Salamine et les Guerres Médiques, collection « les grandes batailles de l'Histoire », Socomer, 1990
- Thomas Maria Weber: Marathon. Siedlungskammer und Schlachtfeld – Sommerfrische und olympische Wettkampfstätte, von Zabern, Mainz 2004 (Antike Welt. Sonderband/Zaberns Bildbände zur Archäologie) ISBN 3-8053-3378-1
- Henri Pigaillem: Salamine et les Guerres Médiques. Economica, 2004

### Zum Marathonlauf
- Th. B. Yannakis: The Feat of the Messenger of Marathon in 490 B.B.: Myth or Fact. In: Canadian Journal of History of Sport, Dec. 1988, Vol. XIX. No. 2, 50–56.
- István Kerstész: Schlacht und „Lauf“ bei Marathon. Legende und Wirklichkeit, in: Nikephoros, 4 (1991), S. 155–160.
- Michael Jung: Marathon und Plataiai. Zwei Perserschlachten als „lieux de mémoire“ im antiken Griechenland, in: Hypomnemata, Band 164 (2006), S. 181–190.
- Hans W. Giessen: Mythos Marathon. Von Herodot über Bréal bis zur Gegenwart (= Landauer Schriften zur Kommunikations- und Kulturwissenschaft. Band 17). Verlag Empirische Pädagogik, Landau 2010, ISBN 978-3-941320-46-8.